# Zeuxine philippinensis
Zeuxine philippinensis là một loài thực vật có hoa trong họ Lan. Loài này được (Ames) Ames miêu tả khoa học đầu tiên năm 1938.